# Face Dances
Face Dances är ett album av det brittiska rockbandet The Who, utgivet i mars 1981. Det var gruppens första album efter att Kenney Jones ersatt den avlidne Keith Moon som trummis.
Albumet blev som bäst tvåa på albumlistan i Storbritannien och fyra i USA. Låtarna "You Better You Bet" och "Don't Let Go the Coat" släpptes som singlar.

## Låtlista
1. "You Better You Bet" (Pete Townshend) - 5:36
2. "Don't Let Go the Coat" (Pete Townshend) - 3:43
3. "Cache Cache" (Pete Townshend) - 3:57
4. "The Quiet One" (John Entwistle/Pete Townshend) - 3:09
5. "Did You Steal My Money" (Pete Townshend) - 4:10
6. "How Can You Do It Alone" (Pete Townshend) - 5:26
7. "Daily Records" (Pete Townshend) - 3:27
8. "You" (John Entwistle) - 4:30
9. "Another Tricky Day" (Pete Townshend) - 4:30
Bonusspår på 1997 års remastrade nyutgåva
10. "I Like Nightmares" (Pete Townshend) - 3:09
11. "It's in You" (Pete Townshend) - 4:59
12. "Somebody Saved Me" (Pete Townshend) - 5:31
13. "How Can You Do It Alone" (Pete Townshend) - 5:24 (Live, 8 december 1979 på Chicago International Amphitheater)
14. "Quiet One" (John Entwistle/Pete Townshend) - 4:28 (Live, 13 oktober 1982 på Shea Stadium)

## Medverkande
- Roger Daltrey - sång, munspel
- Pete Townshend - gitarr, keyboards, sång
- John Entwistle - bas, sång
- Kenney Jones - trummor
- John "Rabbit" Bundrick - keyboards, synthesizer